# Ruidoso
Ruidoso is een plaats (village) in de Amerikaanse staat New Mexico, en valt bestuurlijk gezien onder Lincoln County.

## Demografie
Bij de volkstelling in 2000 werd het aantal inwoners vastgesteld op 7698.
In 2006 is het aantal inwoners door het United States Census Bureau geschat op 9359, een stijging van 1661 (21.6%).

## Geografie
Volgens het United States Census Bureau beslaat de plaats een oppervlakte van
37,2 km², waarvan 37,0 km² land en 0,2 km² water. Ruidoso ligt op ongeveer 1984 m boven zeeniveau.

## Plaatsen in de nabije omgeving
De onderstaande figuur toont nabijgelegen plaatsen in een straal van 40 km rond Ruidoso.